# 樊耀南
樊耀南（1879年—1928年7月7日），又名纯炳，字早襄，號无我，湖北省公安县楊家廠鎮塗郭巷人，中華民國政治暨外交人物，與杨增新之死有密切關聯。

## 生平
樊耀南出身耕读小康之家，為樊贞瑞長子。1896年，樊耀南與同籍李氏結婚，隔年中秀才，被张之洞进为廪生，1904年赴日本早稻田大学专攻法律，1908年毕业归国，1910年担任新疆法政学堂教员，1911年被任命为新疆审判厅厅长，同年审判厅撤销，回到内地参加辛亥革命，先在北洋政府国务院任职，后任总统顾问。

### 指派新疆
1917年黎元洪任总统，原本分派樊耀南到新疆任阿克苏道道尹，但被杨增新拖延改任为迪化道道尹，其後又任兼任督署军务厅长、外交特派员、俄文法政学校校长等职。
1920年，樊耀南開始兼理外交，在《新疆俄文法政专门学校第一届毕业同学录》序中寫：“中俄接壤，語文隔閡，因應往來，莫知情偽，我不謀人，寧知人之必不我欺歟？”同年五月，樊耀南作為新疆方面全權代表與蘇俄政府全權代表阿佐爾寧經多輪談判，最終簽訂《伊犁臨時通商協定》，該協定明確取消1860年中俄《北京條約》中俄方在新疆的特權，廢除蘇俄在新疆的領事裁判權，為中國爭得關稅自主。北京政府于1920年10月和1922年1月20日两度授樊耀南以二等嘉禾章。
樊耀南俭约勤励、毫无嗜好、清苦穷困。1928年西北科学考察团瑞典医生郝默尔（David Hummel）劝他减事加餐，始能保全健康。樊耀南待人接物和蔼谦恭，无论谁去见他，一概接见，临走送到大门才鞠躬而退。新疆人称为「樊圣人」，當地居民稱讚：「文有樊耀南，武有杨飞霞。」包爾漢·沙希迪後來回憶說：「樊耀南並不是個如一般官吏那樣專以作官發財為目的的人，像他這樣的人在當年的新疆是罕見的。」
《西北论衡》1937年第5卷第11-12期，赞扬樊耀南“在新疆，以研究边情外交著称，其对于苏联不即不离，应付极为灵敏……”

### 漸生嫌隙
樊耀南到任新疆之前，楊增新接到北京密報，稱前者受北洋政府委托，意在探聽虛實，尋機取而代之。因此楊增新有所戒心，許久才召樊耀南來迪化做道尹，並私下稱“養了一只虎”，除處處限制，又想以高官厚祿籠絡。如楊增新借口樊耀南家眷都在關內，又有兩個兒子讀大學，派人送去價值幾百兩黃金的新疆幣。1924年，樊耀南母親病故，楊增新給樊耀南老家匯去一萬元治喪費，但不允許他離開新疆奔喪。
楊增新執政後期，省政府內部逐步形成兩派系，一是以楊增新為首的“陝甘派”，有金樹仁、閻毓善、杜發榮、張培元等人；另一是以樊耀南為首的“南湖派”，主要成員有張純熙、張馨、吕葆如等人，為爭奪新疆的統治權，矛盾日益尖銳。樊耀南曾写信给弟说：“杨将军的政策是黑暗政策，天山南北到处是贪官污吏，吮吸老百姓的血汗。”

### 七七政變
1928年，北洋政府垮台，在杨增新擬定以上報南京政府批准的新疆省政府委员会名单中，並無樊耀南。同年7月7日，位於迪化的新疆俄文法政专门学校第一期学生毕业典礼。总司令兼省长杨增新和各厅、道、军界首脑、苏联领事等都应邀参加。政务厅长金树仁以有事為由，在毕业典礼中途退席。
会后中午时间，学校后院教室設三桌宴席，有杨增新、樊耀南、阎毓善、迪化道尹李溶、陆军旅长杜发荣等人，杨增新卫士们都被留在前厅另设宴款待。上菜不久，侍役們开枪射殺杨增新、杜发荣、副官張子文、衛隊營長高連斗等人。閻毓善胳膊被擊中一彈，趴在楊增新身邊裝死。
樊耀南立即率领三十多名人，直奔督署，下令召集各厅厅长到督署开会。同时，金树仁闻讯后也召集他的亲信计议。杜发荣兒子杜议国率领军队包围督署，经过激烈战斗，除战死者外，樊耀南等二十一人被俘。金樹仁馬上組織特別法庭，經軍法會議火速議決，將樊耀南、何光興、張純熙、吕葆如、楊慶南等人判處死刑。樊耀南不承認自己是主謀，但張純熙、吕葆如等供認他為主謀。當晚，樊耀南被綁拴馬樁，先拔鬍鬚、挖眼睛，再拴於马后拖死，最後屍體從督署東花園墻頭拋出。其餘張純熙、吕葆如等也受到酷刑，於7月13日被槍殺。
此事件稱為「七七政變」或「三七政變」。

## 事後
金树仁在全国散发〈中国国民党新疆省党部宣传部对于杨主席被刺案真相的宣传〉，紧接着又在上海《中央日报》登载〈新疆省党部为金树仁辩诬文〉，描述當時事件，並稱樊耀南是主謀，而自己無辜。最終，金树仁登上省主席。
1933年4月22日，新疆各县民众代表方仁、尧乐博斯等致电国民党党部称：「金树仁勾结党羽，刺杀杨督，以迅雷不及掩耳之法，即将同谋之樊道尹耀南先行割舌，致樊某惟有手指上苍而无能表白。当时株连挟嫌而遭明杀暗戕者更不胜计，遂以一手而掩盖天下之耳目。」
瑞典探險家斯文·赫定在《馬仲英逃亡記》（英文：Big Horse's Flight. The Trail of War in Central Asia.）中記述︰「1934年夏季，我在烏魯木齊遇到的一些消息靈通的漢族人都知道，1928年被指控殺害了楊將軍的外交特派員樊耀南是無辜的，真正的罪犯是受到張培元支持的金樹仁。」
有學者考證當時金树仁调集軍隊路線、事变前后新疆职官，認為金树仁事变前通过牟维潼掌握樊耀南的计划，以黄雀在后。
2001年，樊耀南长孙樊明莘在台湾出書《被國民政府湮沒七十餘年的一頁血腥史事:新疆三七政變血案真相》，並附錄〈髦齡始圓平冤夢〉。此書指出冯玉祥乃杀害杨增新的主谋，金树仁和张纯熙实施谋杀，並將罪名嫁祸于樊耀南。